# OR51V1
OR51V1 (англ. Olfactory receptor family 51 subfamily V member 1) – білок, який кодується однойменним геном, розташованим у людей на короткому плечі 11-ї хромосоми. Довжина поліпептидного ланцюга білка становить 321 амінокислот, а молекулярна маса — 36 749.
| 10         |  | 20         |  | 30         |  | 40         |  | 50         |
| ---------- |  | ---------- |  | ---------- |  | ---------- |  | ---------- |
| MFLSSRMITS |  | VSPSTSTNSS |  | FLLTGFSGME |  | QQYPWLSIPF |  | SSIYAMVLLG |
| NCMVLHVIWT |  | EPSLHQPMFY |  | FLSMLALTDL |  | CMGLSTVYTV |  | LGILWGIIRE |
| ISLDSCIAQS |  | YFIHGLSFME |  | SSVLLTMAFD |  | RYIAICNPLR |  | YSSILTNSRI |
| IKIGLTIIGR |  | SFFFITPPII |  | CLKFFNYCHF |  | HILSHSFCLH |  | QDLLRLACSD |
| IRFNSYYALM |  | LVICILLLDA |  | ILILFSYILI |  | LKSVLAVASQ |  | EERHKLFQTC |
| ISHICAVLVF |  | YIPIISLTMV |  | HRFGKHLSPV |  | AHVLIGNIYI |  | LFPPLMNPII |
| YSVKTQQIHT |  | RMLRLFSLKR |  | Y          |  |            |  |            |

A: Аланін

C: Цистеїн

D: Аспарагінова кислота

E: Глутамінова кислота

F: Фенілаланін

G: Гліцин

H: Гістидин

I: Ізолейцин

K: Лізин

L: Лейцин

M: Метіонін

N: Аспарагін

P: Пролін

Q: Глутамін

R: Аргінін

S: Серин

T: Треонін

V: Валін

W: Триптофан

Кодований геном білок за функціями належить до рецепторів, g-білокспряжених рецепторів, білків внутрішньоклітинного сигналінгу. 
Локалізований у клітинній мембрані.